# Puccinellia preslii
Puccinellia preslii là một loài thực vật có hoa trong họ Hòa thảo. Loài này được (Hack.) Ponert miêu tả khoa học đầu tiên năm 1974.